# Tiquisio (ort)
Tiquisio är en ort i Colombia.   Den ligger i departementet Bolívar, i den norra delen av landet, 400 km norr om huvudstaden Bogotá. Tiquisio ligger 17 meter över havet och antalet invånare är 4 255.
Terrängen runt Tiquisio är kuperad österut, men västerut är den platt. Runt Tiquisio är det ganska glesbefolkat, med 24 invånare per kvadratkilometer. Det finns inga andra samhällen i närheten. I omgivningarna runt Tiquisio växer i huvudsak städsegrön lövskog.